# Nychiodes obscurata
Nychiodes obscurata là một loài bướm đêm trong họ Geometridae.